# Adder
Adder — один из крупнейших разработчиков и производителей оборудования для передачи и коммутации KVM, аудио- и видеосигналов. Компания основана в 1984 году в Кембридже, Англия, Адрианом Дикенсом, выпускником Технического факультета знаменитого Кембриджского Университета.
Adder на протяжении восьми лет удерживает престижный титул «Fast 50» («50 Лучших Технологий») во всемирном рейтинге товарных брендов «Fast 500 Awards», ежегодно составляемом американской компанией Делойт Туш Томацу. Помимо этого, компания удостоилась Королевской «Награды за Предпринимательство» в знак признания её исключительных достижений в области экспортной торговли.
Офисы компании Adder расположены в США, Великобритании, Германии, Нидерландах и Сингапуре.
Решения, основанные на оборудовании Adder, нашли своё применение в различных сферах деятельности таких как: розничная торговля, финансовый сектор, производство, медицина и фармакология, СМИ, отрасль воздушного сообщения, оборонная отрасль и управление серверами.

## Технологии разработанные компанией
True USB Emulation
Технология обеспечивающая поддержку KVM-переключателем любых USB-устройств и постоянную их эмуляцию на подключенные к KVM-переключателю компьютеры, что значительно улучшает работу с UNIX/LINUX операционными системами. Помимо этого обеспечивается максимальна возможная скорость переключения.
Free-Flow
Обеспечивает переключение между контролируемыми компьютерами при перемещении мыши между мониторами. Применяется в устройстве Command&Control Switch.

## Коммутационная система по IP Adder Link Infinity
Модели Infinity ALIF1000P (T+R) и Infinity ALIF2000P (T+R). Серия AdderLink INFINITY использует последние разработки компании Adder по кодированию сигналов цифрового видео, что обеспечит высочайшее качество передачи изображения. Система кодирования обеспечивает передачу видео без потери размеров изображения, карта пикселей (pixel mapping) строится 1:1, так что картинка на удаленном мониторе не будет отличаться от изображения переданного источником.

## Партнеры в России
КВМ технологии